# 화전항 (완도군)
화전항은 대한민국 전라남도 완도군 금일읍 화목리에 있는 어항이다. 1973년 12월 19일 지방어항으로 지정하여 관리하고 있다. 시설관리자는 완도군수이다.

## 어항 시설
- 방파제(14) 266m, 선착장(1) 139m

## 주요 어종
- 도미, 농어